# NGC 2847
NGC 2847 – rejon gwiazdotwórczy (obszar H II) w galaktyce spiralnej NGC 2848 znajdującej się w gwiazdozbiorze Hydry. Odkrył go R. J. Mitchell – asystent Williama Parsonsa 5 marca 1855 roku.